# Rita Grande
Rita Grande (Nápoles, 23 de Março de 1975) é uma ex-tenista profissional italiana.